# Ololygon ranki
Espèce
Synonymes
- Hyla ranki Andrade & Cardoso, 1987
- Scinax ranki (Andrade & Cardoso, 1987)

Statut de conservation UICN

 DD  : Données insuffisantes
Ololygon ranki est une espèce d'amphibiens de la famille des Hylidae.

## Répartition
Cette espèce est endémique du Minas Gerais au Brésil. Elle se rencontre à Poços de Caldas et à Pedralva vers 1 000 m d'altitude,.

## Description
Les mâles mesurent de 20 à 23 mm.

## Étymologie
Cette espèce est nommée en l'honneur d'Abilio Rank.

## Publication originale
- Andrade & Cardoso, 1987 : Reconhecimento do grupo rizibilis: descrição de uma nova espécie de Hyla (Amphibia, Anura). Revista Brasileira de Zoologia, vol. 3, no 7, p. 433–440 (texte intégral).